# Pour une fête de printemps
Pour une fête de printemps op. 22 est un poème symphonique d'Albert Roussel composé en 1920.

## Présentation
Initialement envisagé comme scherzo de la deuxième symphonie, Pour une fête de printemps connaît un développement autonome et devient, du fait de son ampleur, un poème symphonique indépendant, autour de l'idée d'une fête célébrant le retour du printemps.
L’œuvre, composée à La Tronche en janvier et février 1920, est créée à Paris le 29 octobre 1921 par Gabriel Pierné à la tête des Concerts Colonne, au théâtre du Châtelet.

## Analyse
La partition, dédiée à Eugène Gigout, « fait alterner des épisodes lents et plus vifs dans une complexité thématique croissante ». Elle se caractérise par un début lent et sensuel, suivi de moments plus rapides et joyeux, et un final mélancolique. La forme est en arche. 
Dans une lettre datée du jour de la création, le compositeur et musicologue Roland-Manuel relevait : 

« C'est un chef-d’œuvre de poésie que votre Fête de printemps, c'est surtout un chef-d’œuvre de musique. Et cet orchestre ! Nous en bavions de joie avec Milhaud, tandis qu'un menuisier consciencieux, dans le couloir, semblait clouer le cercueil de Richard Wagner... »

L'exécution de l'œuvre dure en moyenne douze minutes.
Pour une fête de printemps porte le numéro d'opus 22 et, dans le catalogue des œuvres du compositeur établi par la musicologue Nicole Labelle, le numéro L 25.

## Instrumentation
La pièce est instrumentée pour orchestre symphonique :
| Instrumentation de Pour une fête de printemps                            |
| Bois                                                                     |
| 1 piccolo, 2 flûtes, 2 hautbois, 1 cor anglais, 2 clarinettes, 3 bassons |
| Cuivres                                                                  |
| 4 cors, 2 trompettes, 3 trombones, 1 tuba                                |
| Percussions                                                              |
| timbales, triangle, tambour de basque, cymbales, grosse caisse           |
| Claviers / cordes pincées                                                |
| harpe                                                                    |
| Cordes                                                                   |
| premiers violons, seconds violons, altos, violoncelles, contrebasses     |

## Discographie
- par l'Orchestre national de l'ORTF dirigé par Jean Martinon, Erato.
- par l'Orchestre de Paris dirigé par Jean-Pierre Jacquillat en 1969 (EMI) ; réédité dans Albert Roussel Edition, CD 5, Erato 0190295489168, 2019[7].
- par l'Orchestre national royal d'Écosse dirigé par Stéphane Denève, avec la Symphonie no 2, Naxos 8.570529, 2008[8].
- par l'Orchestre philharmonique de la BBC dirigé par Yan Pascal Tortelier, avec Évocations, Chandos Records CHAN 10957, 2018[9].